# Sojuz 37
Salut 6 EP-7 (kod wywoławczy «Терек» - Terek) – siódma krótkotrwała misja na stację kosmiczną Salut 6. Jedenasty udany załogowy lot kosmiczny na tę stację.

## Załoga

### Start
- Wiktor Gorbatko (3) - ZSRR
- Phạm Tuân (1) - Wietnam

### Dublerzy
- Walerij Bykowski (4) - ZSRR
- Bùi Thanh Liêm (1) - Wietnam

### Lądowanie
- Leonid Popow (1) - ZSRR
- Walerij Riumin (3) - ZSRR

## Przebieg misji
Sojuz 37 – radziecka międzynarodowa załogowa misja kosmiczna, szósta w ramach programu Interkosmos.
Phạm Tuân został pierwszym kosmonautą pochodzącym z Wietnamu i pierwszym pochodzącym z Dalekiego Wschodu. Eksperymenty przeprowadzane przez Tuâna obejmowały hodowlę paproci z myślą o zastosowaniu w przyszłych zamkniętych systemach podtrzymywania życia, obserwacje powierzchni Wietnamu z orbity i eksperymenty materiałoznawcze. Celem jednego z tych ostatnich, noszącego nazwę „Halong”, było uzyskanie monokryształów materiałów półprzewodnikowych, złożonych z bizmutu, antymonu i telluru, oraz z bizmutu, selenu i telluru. Na Ziemię powrócił na pokładzie statku Sojuz 36 razem z Wiktorem Gorbatko.
Na pokładzie kapsuły Sojuz 37 powróciła na Ziemię długoterminowa załoga stacji, która wystartowała na pokładzie Sojuza 35.